# 格差社会
格差社会（かくさしゃかい、英: Social polarization）とは、収入や財産などの要因により人間社会の構成員に階層化が生じ、その階層間の遷移が困難な状態になっている社会を意味する語。マスメディアによる造語であり、経済学などの学術的な専門用語ではないが、その後のバブル崩壊と平成不況、さらに「失われた20年」の世相の中で広く使われるようになり、2006年には新語・流行語大賞の上位にランクインした。一種のブームとなったこの言葉は、「恋愛格差」など多数の派生語の親ともなった。

## 概説
格差社会においては、社会的地位の変化が困難で社会移動が少なく、社会の閉鎖性が強いことを意味するため、格差社会は社会問題の一つとして考えられている。
学問的には、経済学における所得や資産の再分配研究、社会学における社会階層研究、教育社会学における不平等や地位達成研究（進学実績、教育志望、職業志望研究）などの領域に関連する。
経済学者のトマ・ピケティは「格差の拡大が数十年続くと、社会基盤が揺らぐ」と指摘している。貧富の差が激しい社会では、犯罪が発生しやすくなる。
格差社会の影響として過少消費説などをもとに、経済活動の衰退、生活水準の悪化、経済苦による多重債務者の増加、経済苦によるホームレスの増加、経済苦による自殺者の増加などが懸念され、国民の公平感が減少することで規範意識の低下や治安の悪化が起こることも懸念される。貧困層・低所得者層の増加は、所得と婚姻率に見られるように経済的要因による婚姻の減少と少子化を引き起こす。少子化による労働人口減少により社会保障制度の破綻なども懸念される。
スタンフォード監獄実験は、人為的に作られた格差によって看守役は日々より残虐になり、囚人は虐待により精神を病むか死亡することを証明した。すなわち平等な社会においてのみ、社会の健全性・安全・道徳および世界平和は維持され、人々は幸福に生きることが証明された。

## 日本

1962年以降の再分配前（当初所得）と再分配後（再分配所得）のジニ係数推移。所得再分配調査による

### 背景
早稲田大学教授の橋本健二によれば、1970年代から1980年代の日本では「一億総中流」の意識のもとで格差の問題が忘れられており、格差拡大が始まったことを最初に指摘したのは小沢雅子の1985年の著書『新「階層消費」の時代』であった。小沢は中流階級の中でも消費内容に差が生じていることを指摘した。以降、1980年代末までに「階級」をキーワードやタイトルに含む雑誌記事の数が増えた。
政府が1988年に発表した『国民生活白書』において、高度経済成長期からバブル景気時代までの日本社会における経済的格差の拡大について言及された。この政府発表の翌日の1988年11月19日、朝日新聞の社説が「『格差社会』でいいのか」との見出しで取り上げたのが、経済的・社会的不平等について「格差社会」という語が意識的に使用された最初の例とされている。
2003年には「勝ち組」という語の用例が日本の雑誌記事で急増し、翌2004年には新聞記事でも急増した。「勝ち組」「負け組」の格差拡大を指摘した2004年の山田昌弘の著書『希望格差社会』は、格差社会に関する出版物の嚆矢とされているが、2001年に苅谷剛彦著『階層化日本と教育危機 不平等再生産から意欲格差社会へ』が出版されており、こちらが先行研究となる。
一般読者向けの通俗社会学的な山田の著作に比べ、信頼のおけるデータを統計的に分析し、また日本教職員組合の教育研究全国集会の記録から教育認識の変遷の歴史をたどるなど、本格的な教育研究書となっている。

### 日本の過去の格差社会
- 五色の賤（律令時代）
- 貴族（平安時代-昭和初期）
- 武士・百姓・町人（江戸時代）
- 華族・士族・平民（明治時代 - 1947年）

日本では20世紀初頭に欧州と同程度の高水準の格差が存在し、一握りの富裕層が国民所得の大部分を独占していた。その後二つの世界大戦を経て、エリートの富の大部分が破壊されてしまったため、格差は急速に縮小したとされている。経済学者の竹中平蔵は「戦前の日本は強国の中でも最も所得格差が大きい国の一つであった。日本の平等な社会は、高度成長時代のごく限られた期間に実現した特殊な現象である。日本はもともと文化的・社会的に極端に平等な国ではなかった」と主張している。

### 日本の経緯
かつて高度経済成長期からその後の安定成長期までは「一億総中流」と言われ、所得面での格差社会が問題とされることは多くはなかった。ただし、経済学者の橘木俊詔は1998年の自著で、諸外国と比較して1980年代の日本の収入格差は大きかったと指摘している。
厚生労働省は、バブル期には、主に株価や地価の上昇（資産インフレ）を背景として「持てる者」と「持たざる者」との資産面での格差が拡大し、勤労という個人の努力とは無関係に格差が拡大したとして当時は問題視していたが、その後のバブル崩壊による資産デフレの進行とともに、資産面での格差は縮小したとしている。
1997年から2007年の間に、企業の経常利益は28兆円から53兆円に増加したが、従業員給与は147兆円から125兆円に減少している。
高度成長から低成長への変化、工業製品の大量生産・大量消費のオールドエコノミーから情報やサービスを重視するニューエコノミーへの変換、IT化、グローバル化により、企業の求める社員像は、「多数の熟練社員（多数の学生を採用し、OJTによって育て上げ、熟練職員にしていく）」から、「少数の創造的な社員と、多数の単純労働社員」とに変化していった。
1995年、日本経営者団体連盟（当時、現在の日本経済団体連合会）は『新時代の日本的経営』中で「労働者を長期蓄積能力型（経営に関与する幹部）、高度専門能力活用型（開発業務に就くエキスパート）、雇用柔軟型（製造部門などに携わるその他大勢）の3グループに階層化すべきである」との提言を行っている。
この流れは、バブル崩壊による長期不況及び、1997年の山一證券の破綻に端を発した金融不安に対応する社会経済の構造改革などによって加速した。年功序列制度の廃止、正社員のベアゼロなどの給与抑制や採用抑制、人員削減が行われ、パートタイマー・アルバイトや契約社員 などの賃金が安い非正規雇用者が増加した。全雇用者に占める非正規雇用者の割合は、1980年代から増加傾向で推移しており、2013年には全雇用者の36.7%を占めている。
また日本では学歴だけではなく、企業の規模によって格差が生じている面がある。欧米は給与体系が産業横断的な職務給であるため、企業規模による格差は少ない。
2000年代に格差社会がテーマとして取り上げられた頃には、一定の景気回復を前提とした上で、企業利益・賃金の増加のアンバランスないしは、その陰で進行している不具合という視点が取られることが多かった。
小泉政権以前から存在していた以上の格差が存在するようになったのか、格差が拡大しているのか、については論争がある（例えば、小泉内閣（2001年-2006年）において、正規雇用が190万人減り、非正規雇用は330万人増えた。そのため、小泉内閣によって非正規雇用者の増加が進んだと言われる事があるが、統計では小泉内閣以前から増加している）。総務省の全国消費実態調査によると近年、所得格差の拡大傾向が見られる。世帯主の年齢別では50代以下の世帯で格差が拡大している一方、60代以上の世帯では、格差が縮小している。
厚生労働省の2010年（平成22年）版『労働経済白書』では「大企業では利益を株式配当に振り向ける傾向が強まり、人件費抑制的な賃金・処遇制度改革が強められてきた側面もある。こうした中で、正規雇用者の絞り込みなどを伴う雇用形態の変化や業績・成果主義的な賃金・処遇制度が広がり、賃金・所得の格差拡大傾向が進んできた」と指摘している。
2014年時点で、日本の富裕層の上位10%が、日本全体の富の41%を占めているという調査がある。これはOECD加盟国の中で、スロバキアに次いで格差が少ない値である。一方、所得の独占については、富裕層の上位10%が、全体の所得の24%を占めている。

### 日本の指標・統計
格差の実態を調査するため、様々な主体によって様々な調査が行われている。
| | 指標                               |                                                          |
| --- | ---------------------------------- | -------------------------------------------------------- |
| 1 | 相対的貧困率                       | 所得中央値の50%(貧困線)以下の者の割合                    |
| 2 | 就業世帯の相対的貧困               | 就業世帯に属する者のうち所得が貧困線以下の者の割合       |
| 3 | 時期を固定した相対的貧困           | 過去の貧困線をもとに算出した相対的貧困率                 |
| 4 | 貧困ギャップ                       | 「貧困線以下の所得中央値」÷「貧困線」                    |
| 5 | 所得分配率                         | 「所得5分位階級の最上層の合計所得」÷「最下層の合計所得」 |
| 6 | 高齢者所得の相対的中央値           | 「65歳以上の所得中央値」÷「65歳未満の所得中央値」        |
| 7 | 年金受給額の所得代替率             | 年金受給額の現役世代の勤労収入に対する割合               |
| 8 | 労働力率                           | 15歳から64歳の就業者と求職者の割合                       |
| 9 | 中高年の就業率                     | 55歳から64歳の就業者の割合                               |
| 10 | 若年人口に占める若年無業者の割合   | 15歳から34歳の就業も求職も家事も通学もしていない者の割合 |
| 11 | 就業者のいない世帯に属する者の割合 | 0歳から59歳の者で、就業者のいない世帯に属する者の割合    |
| 12 | 地域の就業率のばらつき             | 都道府県ごとの就業率の標準偏                             |
| 13 | 健康寿命                           | 男女別                                                   |
| 14 | 医療 のアクセス                    | 受診時の待ち時間                                         |
| 15 | 一人あたり総医療支出               |                                                          |
| - 国際比較を可能にする観点からEUの「社会的保護と社会的包摂に関する指標」を参考にして開発。 - 1 - 7:「所得」からのアプローチ - 8 - 12:「就業」からのアプローチ - 13 - 15:「生活の質」からのアプローチ |                                    |                                                          |

| 年度          | 相対的貧困率 | 子どもの貧困率 | 子どもがいる現役世帯 |            |                | 名目値(万円) | 名目値(万円) | 実数値(昭和60年基準) | 実数値(昭和60年基準) |
| 年度          | 相対的貧困率 | 子どもの貧困率 | 子どもがいる現役世帯 | 大人が一人 | 大人が二人以上 | 中央値(a)    | 貧困線(a/2)  | 中央値(b)            | 貧困線(b/2)          |
| ------------- | ------------ | -------------- | -------------------- | ---------- | -------------- | ------------ | ------------ | -------------------- | -------------------- |
| 1985          | 12.0         | 10.9           | 10.3                 | 54.5       | 9.6            | 216          | 108          | 216                  | 108                  |
| 1988          | 13.2         | 12.9           | 11.9                 | 51.4       | 11.1           | 227          | 114          | 226                  | 113                  |
| 1991          | 13.5         | 12.8           | 11.7                 | 50.1       | 10.8           | 270          | 135          | 246                  | 123                  |
| 1994          | 13.7         | 12.1           | 11.2                 | 53.2       | 10.2           | 289          | 144          | 255                  | 128                  |
| 1997          | 14.6         | 13.4           | 12.2                 | 63.1       | 10.8           | 297          | 149          | 259                  | 130                  |
| 2000          | 15.3         | 14.5           | 13.1                 | 58.2       | 11.5           | 274          | 137          | 240                  | 120                  |
| 2003          | 14.9         | 13.7           | 12.5                 | 58.7       | 10.5           | 260          | 130          | 233                  | 117                  |
| 2006          | 15.7         | 14.2           | 12.2                 | 54.3       | 10.2           | 254          | 127          | 228                  | 114                  |
| 2009          | 16.0         | 15.7           | 14.6                 | 50.8       | 12.7           | 250          | 125          | 224                  | 112                  |
| 2012          | 16.1         | 16.3           | 15.1                 | 54.6       | 12.4           | 244          | 122          | 221                  | 111                  |
| 2015          | 15.7         | 13.9           | 12.9                 | 50.8       | 10.7           | 244          | 122          |                      |                      |
| 2018          | 15.4         | 13.5           | 12.6                 | 48.1       | 10.7           | 253          | 127          |                      |                      |
| 2018 (新基準) | 15.7         | 14             | 13.1                 | 48.3       | 11.2           | 248          | 124          |                      |                      |
| 2021 (新基準) | 15.4         | 11.5           | 10.6                 | 44.5       | 8.6            | 254          | 127          |                      |                      |

| 総数 | ・     | 100    | ・         | 100        | ・             | 100            | ・       | 100      |
| 50万円未満 | 1.2    | 1.2    | 1.6        | 1.6        | 0.1            | 0.1            | ・       | ・       |
| 50～100万円未満 | 6.7    | 5.5    | 11.6       | 10         | 1.2            | 1.1            | 3.3      | 3.3      |
| 100～150万円未満 | 13.1   | 6.4    | 23.1       | 11.6       | 2.9            | 1.7            | 11.8     | 8.5      |
| 150～200万円未満 | 19.7   | 6.6    | 35.4       | 12.3       | 4.6            | 1.7            | 25.2     | 13.4     |
| 200～250万円未満 | 27.4   | 7.7    | 48.7       | 13.4       | 6.9            | 2.3            | 40.5     | 15.3     |
| 250～300万円未満 | 34.3   | 6.9    | 59.9       | 11.2       | 9.2            | 2.3            | 50.6     | 10.1     |
| 300～350万円未満 | 41.4   | 7.1    | 70.2       | 10.3       | 12.4           | 3.2            | 63.7     | 13.1     |
| 350～400万円未満 | 47.0   | 5.5    | 77.0       | 6.8        | 15.9           | 3.5            | 73.9     | 10.2     |
| 400～450万円未満 | 52.6   | 5.6    | 82.6       | 5.6        | 20.4           | 4.6            | 83.7     | 9.8      |
| 450～500万円未満 | 57.3   | 4.7    | 86.2       | 3.6        | 25.2           | 4.6            | 85.9     | 2.2      |
| 500～550万円未満 | 61.9   | 4.6    | 89.1       | 2.9        | 31.1           | 6              | 88.5     | 2.6      |
| 550～600万円未満 | 65.7   | 3.8    | 91.1       | 2          | 36.6           | 5.5            | 89.6     | 1.1      |
| 600～650万円未満 | 69.6   | 3.9    | 93.0       | 1.9        | 42.8           | 6.2            | 93.7     | 4.1      |
| 650～700万円未満 | 72.9   | 3.3    | 94.3       | 1.3        | 48.5           | 5.7            | 97.9     | 4.2      |
| 700～750万円未満 | 76.1   | 3.2    | 95.1       | 0.8        | 54.2           | 5.7            | 98.3     | 0.4      |
| 750～800万円未満 | 79.1   | 3      | 96.0       | 1          | 59.8           | 5.5            | ・       | ・       |
| 800～850万円未満 | 81.8   | 2.7    | 96.6       | 0.5        | 64.6           | 4.9            | ・       | ・       |
| 850～900万円未満 | 84.0   | 2.2    | 97.1       | 0.5        | 68.7           | 4.1            | ・       | ・       |
| 900～950万円未満 | 86.0   | 2      | 97.3       | 0.2        | 73.0           | 4.3            | ・       | ・       |
| 950～1000万円未満 | 87.6   | 1.6    | 97.7       | 0.4        | 76.1           | 3.1            | ・       | ・       |
| 1000万円～1100万円未満 | 90.7   | 3.1    | 98.0       | 0.3        | 82.8           | 6.7            | ・       | ・       |
| 1100万円～1200万円未満 | 92.8   | 2.1    | 98.4       | 0.4        | 87.2           | 4.4            | -        | -        |
| 1200万円～1500万円未満 | 96.5   | 3.7    | 99.0       | 0.6        | 94.3           | 7.1            | 100.0    | 1.7      |
| 1500万円～2000万円未満 | 98.6   | 2.1    | 99.4       | 0.4        | 97.9           | 3.7            | -        | -        |
| 2000万円以上 | 100.0  | 1.4    | 100.0      | 0.5        | 100.0          | 2.1            | -        | -        |
| | 全世帯 | 全世帯 | 高齢者世帯 | 高齢者世帯 | 児童のいる世帯 | 児童のいる世帯 | 母子世帯 | 母子世帯 |
| 平均所得金額以下の割合(%) |        | 61.6   |            | 64.1       |                | 58.5           |          | 59.3     |
| 1世帯当たり平均所得金額(万円) |        | 545.7  |            | 318.3      |                | 785.0          |          | 328.2    |
| 世帯人員1人当たり平均所得金額(万円) |        | 235.0  |            | 206.1      |                | 194.8          |          | 123.7    |
| 中央値(万円) |        | 423    |            | 253        |                | 710            |          | 297      |
| - 注 - 高齢者世帯とは、65歳以上の者のみで構成するか、又はこれに18歳未満の未婚の者が加わった世帯をいう。 - 児童とは、18歳未満の未婚の者をいう。 - 母子世帯とは、死別・離別・その他の理由（未婚の場合を含む。）で、現に配偶者のいない65歳未満の女（配偶者が長期間生死不明の場合を含む。）と20歳未満のその子（養子を含む。）のみで構成している世帯をいう。 |        |        |            |            |                |                |          |          |

| 年   | 土地資産格差 | 貯蓄動向調査 | 貯蓄動向調査 | 家計調査       | 家計調査 | 国民生活基礎調査 |
| 年   | 土地資産格差 | 金融資産格差 | 所得格差     | 可処分所得格差 | 所得格差 | 所得格差         |
| ---- | ------------ | ------------ | ------------ | -------------- | -------- | ---------------- |
| 1978 | ‐‐           | ‐‐           | 0.2796       | 0.1752         | ‐‐       | ‐‐               |
| 1979 | ‐‐           | 0.5331       | 0.2825       | 0.1662         | 0.2717   | ‐‐               |
| 1980 | 0.5992       | 0.5203       | 0.2728       | 0.1677         | 0.2729   | ‐‐               |
| 1981 | ‐‐           | 0.5138       | 0.2760       | 0.1719         | 0.2722   | ‐‐               |
| 1982 | ‐‐           | 0.5215       | 0.2737       | 0.1697         | 0.2774   | ‐‐               |
| 1983 | ‐‐           | 0.5124       | 0.2789       | 0.1698         | 0.2750   | ‐‐               |
| 1984 | ‐‐           | 0.5101       | 0.2862       | 0.1700         | 0.2725   | ‐‐               |
| 1985 | 0.5639       | 0.5097       | 0.2922       | 0.1779         | 0.2848   | ‐‐               |
| 1986 | ‐‐           | 0.5107       | 0.2951       | 0.1758         | 0.2910   | ‐‐               |
| 1987 | 0.6531       | 0.5210       | 0.2988       | 0.1798         | 0.2862   | ‐‐               |
| 1988 | 0.6475       | 0.5128       | 0.2952       | 0.1787         | 0.2812   | ‐‐               |
| 1989 | 0.6510       | 0.5146       | 0.3040       | 0.1794         | 0.2869   | ‐‐               |
| 1990 | 0.6313       | 0.5092       | 0.3053       | 0.1742         | 0.2914   | ‐‐               |
| 1991 | 0.6245       | 0.5064       | 0.3053       | 0.1798         | 0.2963   | ‐‐               |
| 1992 | 0.6098       | 0.5015       | 0.3086       | 0.1716         | 0.2921   | 0.3771           |
| 1993 | 0.6091       | 0.4939       | 0.3027       | 0.1691         | 0.2924   | ‐‐               |
| 1994 | 0.6041       | 0.4938       | 0.3044       | 0.1741         | 0.2928   | 0.3918           |
| 1995 | 0.6177       | 0.4862       | 0.3113       | 0.1712         | 0.2955   | ‐‐               |
| 1996 | --           | 0.4836       | 0.3145       | 0.1763         | 0.2965   | ‐‐               |
| 1997 | 0.5803       | 0.4903       | 0.3058       | 0.1788         | 0.2974   | 0.3954           |
| 1998 | 0.5624       | 0.4707       | 0.3088       | 0.1793         | 0.2913   | ‐‐               |
| 1999 | 0.5756       | 0.4834       | 0.3195       | 0.1772         | 0.3010   | ‐‐               |
| 2000 | 0.5601       | 0.4839       | 0.3128       | 0.1800         | 0.2972   | 0.3997           |
| 2001 | 0.56347      | ‐‐           | ‐‐           | 0.1831         | 0.2946   | 0.3965           |
| 2002 | 0.56281      | ‐‐           | ‐‐           | 0.1831         | 0.2946   | 0.3986           |
| 2003 | 0.58916      | ‐‐           | ‐‐           | 0.1828         | 0.2841   | 0.3882           |
| 2004 | 0.57959      | ‐‐           | ‐‐           | 0.1826         | 0.2830   | 0.3999           |
| 2005 | 0.59139      | ‐‐           | ‐‐           | 0.1905         | 0.2819   | --               |

### 日本の格差の是正
経済協力開発機構（OECD）は2008年に「日本は若者が安定した仕事につけるよう、もっとやれることがある」と題した報告書の中で、「正規・非正規間の保護のギャップを埋めて、賃金や手当の格差を是正せよ。すなわち、有期、パート、派遣労働者の雇用保護と社会保障適用を強化するとともに、正規雇用の雇用保護を緩和せよ」と勧告を行っている。企業規模や雇用形態（フルタイム、パートタイム、派遣など）に関わらず、同一職務には同等の賃金を支払う、同一労働同一賃金の原則がEU各国で導入されている。
社会政策の観点からは、富の再分配の仕組みとして、社会保険や直接税等による富の再分配を通して格差を是正することが考えられる。厚生労働省の所得再分配調査で見ると、再分配前の当初所得は1996年の0.441（ジニ係数）から2005年の0.526へと拡大の一途をたどっているが、再分配後の所得で見るとわずかな拡大にとどまる（0.361→0.387）。この背景としては直接税による改善度が低下する反面、社会保障による改善度が上昇していることがあげられる。全体的には、ほとんどが社会保障による改善となっている。
1989年に本格的な間接税である消費税が導入され、相続税は2003年度税率改定などで軽減されている。消費税などの間接税は逆累進的な性質の税制である。なお、低所得者にはほとんどメリットがないと言われていた所得税と個人住民税の定率減税（1999年より実施）は、2005年度から段階的に廃止されている。
自治体間の収入格差に対しては、消費税の地方への配分引き上げが検討されている。

### 日本の教育格差・地域格差

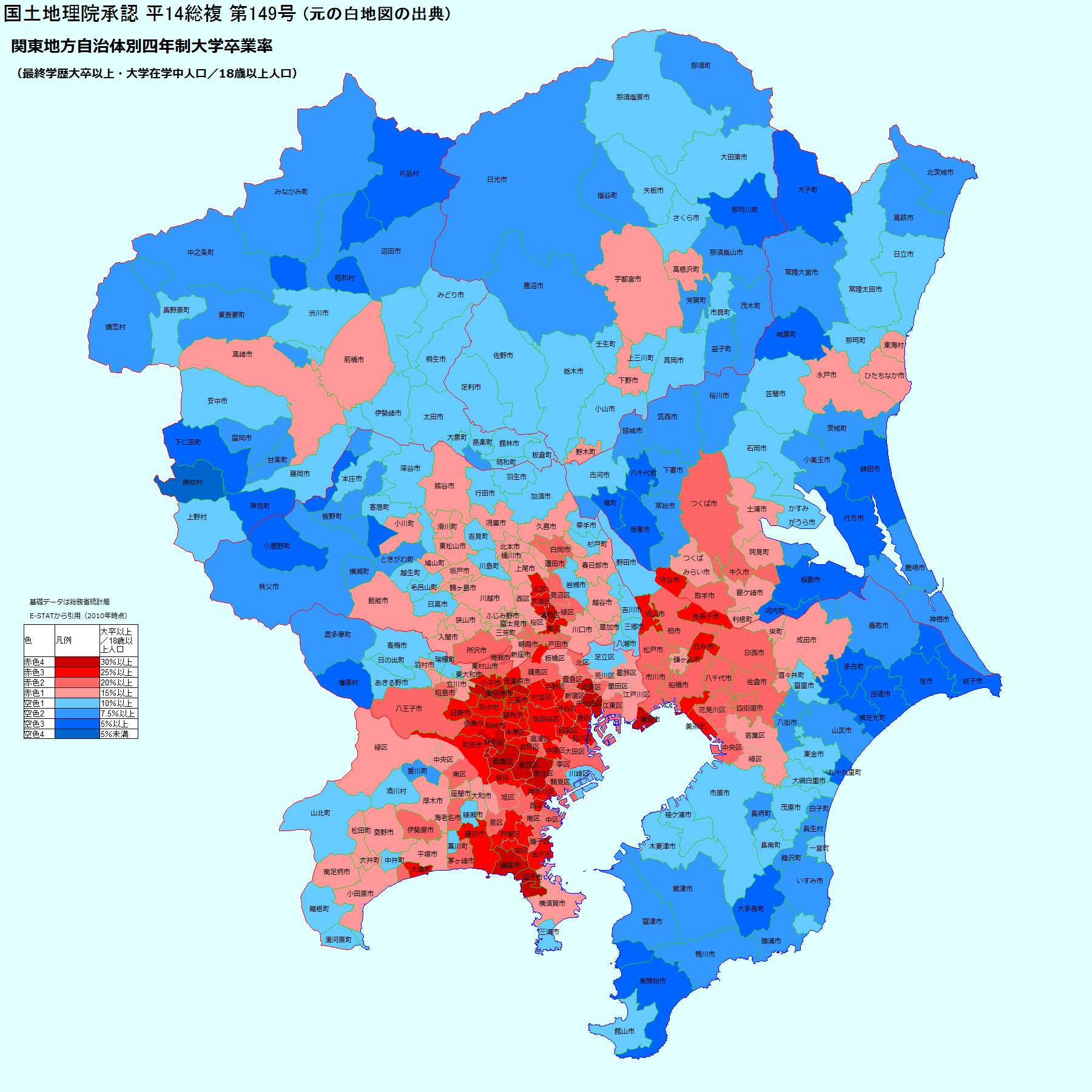
首都圏の大卒率（自治体別）

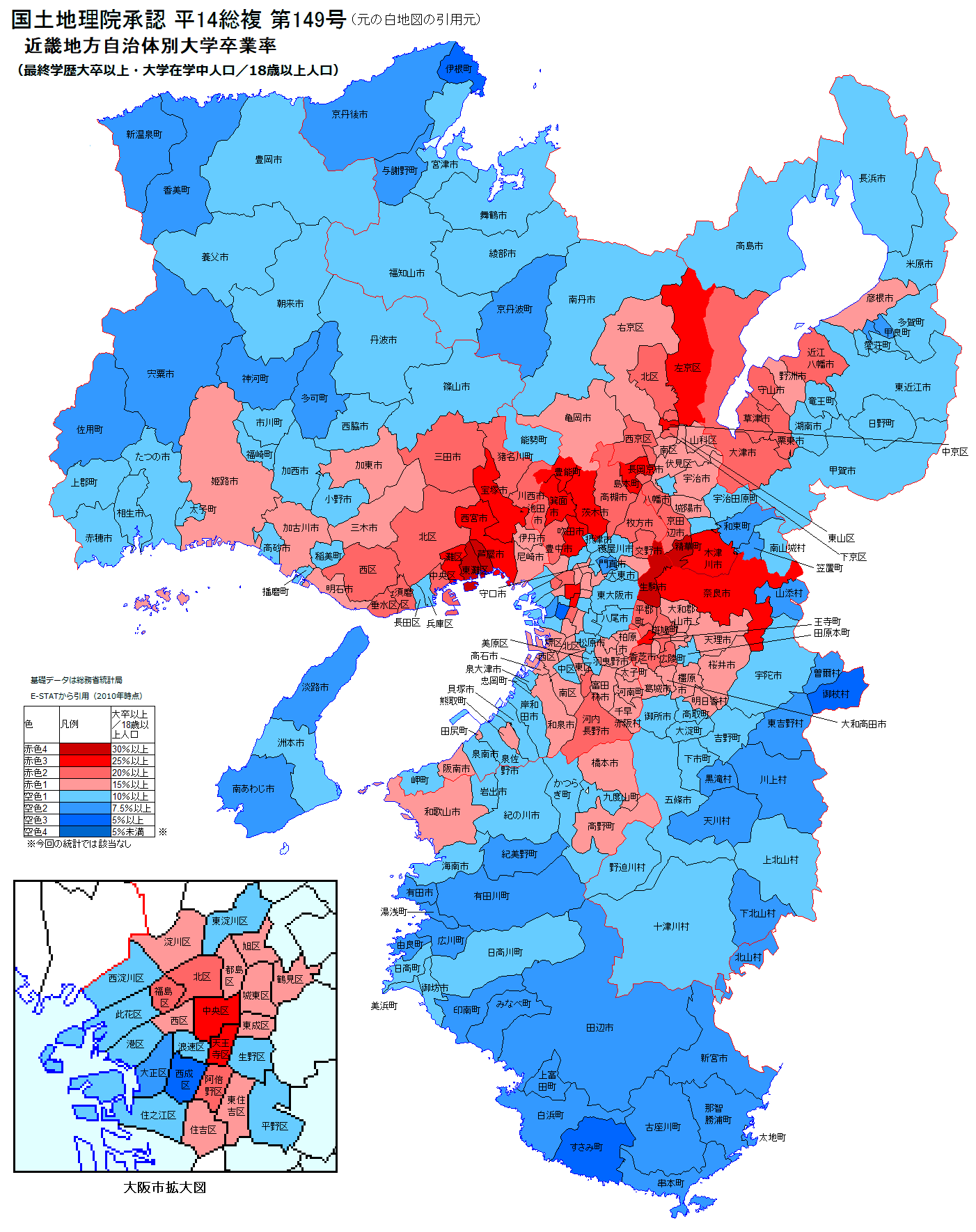
関西圏の大卒率（自治体別）

企業の求める社員の像、規模が変化したことにより、企業に人材を送り出す、学校を取り巻く状況も変化した。企業が多数の正社員を必要としなくなったため、良い大学を出ても、良い企業に採用してもらえるとは限らなくなった。また、各個人の価値観も多様なものとなり、学生の方でも、必ずしも一流大企業と言われる企業を望まなくなった。これにより、「良い大学を出て、良い企業に入る」というシステムがうまく働かなくなった。また、受験競争の過熱もあって、塾や予備校などが普及し、小・中・高校における公立学校の地位は国立学校・私立学校に比べて低下しており、一般に一流と言われるような難易度や社会的評価の高い大学に進学するには、義務教育や公立校によってなされる授業のみでは難しくなっており、保護者にある程度の資力がないと教育に要するコストを十分負担することが出来なくなっている。
また地域による教育格差もあるため、地方創生会議では、大学の東京一極集中が問題視されている。
地方により産業構造や人口分布が異なっているため、財政状況にも差がある。このため従来から公共事業や補助金、地方交付税交付金などによって再配分が行われてきた。しかし近年、公共事業や補助金は世論の求めや財政赤字の拡大の中で削減されており、これまで国が地方へ回していた予算や地方交付税が大幅に減らされたため、積み重ねられた地方債などの借金の負担と相まって、財政状況が苦しくなる地方自治体が相次いでいる。
首都圏・中京圏といった都会と、北海道・東北・九州などの地方では、平均給料・失業率・人口増加率などほとんどの分野で差が出ている（2008年現在）。
地域格差については、エコノミストの藻谷浩介が「東京はにぎわっているが、地方は停滞している」「名古屋は、日本で一番栄えている」」などと、実態と乖離したイメージで語られることが非常に多いと指摘している。
一方で、地域格差の拡大そのものに対して否定的な意見もある。「日経ビジネスオンライン」2007年8月7日号の記事によれば、県民経済計算を使用してジニ係数を作成すると、県民所得は1990年（平成2年）から2004年（平成16年）にかけてジニ係数は縮小しており、地域間格差の縮小を示している。県内総生産でも1990年から2004年にかけてジニ係数は縮小しており、地域間格差の縮小を示している。この記事でも、格差について実態を把握せずイメージで語られがちなことが述べられている。また、教育格差により社会の階層化が進むという指摘もあるが、日本は高卒と大卒の生涯賃金の差は先進国でも非常に低い部類に入る。
社会学者の山田昌弘は「勉強をして良い大学に入れば、良い企業に入れるといった社会の仕組み（パイプラインシステム）が、社会がリスク社会になることによって十分に機能しなくなった。一方で、パイプラインシステムは機能停止はしていないので、勉強すれば報われると思っている人は、勉強をすることによって良い企業に行く傾向にある一方で、勉強しても効果はないと思っている人は、勉強をせず就職もうまくいかなくなる傾向にある」と指摘している。
これに関連して、内田樹は、「上流階層は努力が報われると信じており、下流階層は努力をしても意味はないと信じている。（下流「勉強をしても良い企業に入れるとは限らない。だから勉強をする必要はない」と、上流「そもそも勉強をしなければ良い企業には入れない。だから勉強をする」の違い）子供は自分が所属する階層の価値観に従うため、上流階層の子供は勉強をする一方で、下流階層の子供はむしろ勉強を否定することに価値を見いだす。こうして階層化は加速度的に進行した」と述べている。
一流大学への進学は私立の名門中高一貫校が有利だが、学費が高額であり入学試験に合格するための学習塾の学費も無視できない金額である。これに対し、公立校の中にも中高一貫校があり学費は安いが、藤田英典は「小学生が自主的に遠くの公立中高一貫校を選ぶことはありえず、親の関心・選択が優先することとなり、公立中高一貫校は教育熱心な恵まれた家庭の生徒ばかりになる」と指摘している。また、国立学校については、学費は公立と同様に安いが、入学者の選抜には学力試験があるため、その入試に向けて教育熱心であり、学習塾等の費用をまかなえる経済力のある家庭の優秀な子弟が集まる傾向にあり、特に都市部においては私立名門校と同じようにエリート校化している。

### 日本の格差社会に関する議論
加藤諦三は「現実の格差の大きさと、格差意識の深刻さとは関係ない」と主張する。加藤は「勝ち組」は日本以上に格差の大きいアメリカにもない概念であり、現代の日本社会でカレン・ホルナイの神経症的競争にとらわれた人たちが不必要に敵対意識を持ってしまっていることを示すものだとしている。
三橋貴明は「資本主義である以上、ある程度人々の間に格差が生じ拡大するのは当たり前である。歴史上、人々の間に格差が存在しなかった時代など、一度たりとも存在しない」と指摘している。

#### 機会の平等と結果の平等
就職は生涯の収入に深く関わるため失敗すると格差が生じる。特に日本のように新卒一括採用に偏っていると、再チャレンジの機会が少なく格差が固定化されやすい。出産・育児の時期は労働機会が減るため、リスクにさらされたときに格差が生じやすい。
山田昌弘や教育社会学者の苅谷剛彦は、「努力が報われる社会」以前に、「格差社会においては、努力する環境に格差が生じている（親の収入・教育水準・教育に対する意識等の家庭環境、子供のやる気等）」と指摘している。
山田昌弘は、格差には、上位層がますます良くなる「上離れ」と、下位層がさらに落ち込む「底抜け」（例えばワーキングプアなど）があるとし、このうち「底抜け」の増加が、社会に与える不安が大きくなるとしている。「底抜け」層は、収入が低い、努力が報われないと思う、 未来に希望がもてない、などの特性を持つため、この層の増加は社会の活力が失われたり、犯罪の増加などにより社会が不安定化するとしている。山田昌弘は、大元には「何を格差ととらえるか」という国民の意識の変化があり、そして意識の変化には社会の変化が影響を与えているとする。
結果の平等を求める議論について懐疑的な意見もある。
経済学者の土居丈朗は「格差拡大への批判が世界的に起きているが、その内容は権利・機会の平等を訴える者と、結果の平等を訴えている者がいる。日本では、どちらかといえば結果の平等を訴える者が多い。これは危うい傾向である」と指摘している。
機会の平等にも留意点はあるとする意見もある。
経済学者の若田部昌澄は「貧困の原因として自己責任の部分があったとしても、自己責任を問えない状況下で自己責任を問うのは論理的ではない」と指摘している。
経済学者の吉川洋は「偶然に左右される分配を放置すれば、社会の安定を大きく損なう。よって『結果の平等』を求めるのはそれなりに合理性がある」と指摘している。

#### 日本の経済構造の変化
内閣府の太田清は、若年層の所得格差の原因として非正規雇用者の構成比の高まりを挙げており、1997年以降の景気低迷に加え、雇用の流動化などの構造的要因が寄与した可能性を指摘している。
経済学者の大竹文雄は「『男の非正規』は、かつてうまく機能していた制度・慣行が、効率性・安心の障害となってしまうことがあるという実例である」と指摘している。大竹文雄は「かつては非正規雇用者は雇用調整は、深刻な貧困問題を引き起こさなかったが、世帯主・単身の男性が非正規雇用者として増加したため、非正規雇用の雇用調整が貧困問題に直結するようになった。1990年半ばまで、非正規雇用の中心は既婚女性労働者であり、家計の生計を主に担う存在ではなかった。家計所得の補助的役割を、非正規雇用者が担っていたのである」と指摘している。大竹文雄は「非正規雇用を雇用の調整弁と位置づけ、その増加をデフレ下の労務費削減ツールとすることで、正規雇用の解雇規制・賃金を守っていくという戦略に、経団連・連合の利害は一致した。少数の正規雇用の過重労働、多数の非正規雇用の不安定化という二極化が起きたのは当然の帰結である」と指摘している。大竹文雄は「『非正規切り』に象徴される問題は、雇用の二極化という格差が生み出す社会全体の不安定化・閉塞感である。世代間の不公平が固定化されてしまうことは問題である」と指摘している。
池田信夫は「派遣労働の規制緩和が格差の原因である」という議論について、「原因と結果を取り違えており、派遣労働者は非正規雇用の8%に過ぎない」と指摘している（2009年時点）。
1920年代に、日本型雇用慣行の基礎ができあがった。それ以前の日本は、従業員の定着率が極めて低く、従業員の企業に対する忠誠心も低かったと考えられている。1920年代に生まれ広がった終身雇用と定期昇給は、戦後に定着し、労働生産性が長期安定的に改善に向かうための重要な基盤がつくられた。日本型雇用慣行は歴史は浅いものであり、決して日本固有の文化に根ざしたものではなかったとされている。
戦後の日本のすべての企業が終身雇用・年功賃金・企業別労働組合といった慣行を持っていたわけではなく、こうした慣行とは無縁の労働者も多数存在した。中小企業では、戦後一貫して雇用の流動性は高かった。中小企業の労働者の七割は、定年までに数回の転職を行っている。
伊藤元重は「経済が成熟化し、少子高齢化が進む中、日本的な雇用慣行を維持することが困難となっている」と指摘している。
経済学者の田中秀臣は「戦後の『終身雇用』は、景気がよかったために出現した『長期雇用関係』に過ぎない。景気次第で『終身雇用』は容易にご破算になる可能性があったにもかかわらず、多くの労働者はその幻想を社会通念と信じていた。つまり、会社組織のあり方よりも、景気動向などのマクロ経済要因の方が影響が大きかった」と指摘している。
経済学者の原田泰、大和総研は「日本で格差が拡大している原因は、低賃金のサービス労働の拡大にある」と指摘している。

#### 日本の景気循環の変化
長期不況が格差の原因だとする意見がある。
池田信夫は「格差拡大の原因は、市場原理主義・構造改革ではなく、バブル崩壊後の長期不況である」と指摘している。池田は「格差の原因は『新自由主義』ではなく、1990年代に終身雇用が維持できなくなった状況で、中高年社員を守るために若年層を犠牲にした結果なのである」と指摘している。竹中平蔵は「日本の所得不平等は、1980年代から1990年代に入って一気に高まったという事実は重要である」と指摘している。
田中秀臣は「経済格差は、不況を原因とした新卒市場での就職難、中高年のリストラに起因している」「『格差社会』は、1990年代からの長期的な停滞がもたした雇用の悪化に基づいている。若い世代で非正規の職に従事している人たち増加したことで所得格差が拡大していることでもある」と指摘している。田中秀臣は「『格差社会』は、長期にわたる大停滞の産物であり、構造的な問題というよりも、不況の長期化がもたらしたものである。『格差社会』は、短期的な問題であるはずの景気循環的問題であり、政府の政策の失敗によって長期化したことが問題の真相である」と指摘している。田中秀臣は「不況が悪化すると、安い採用コスト・賃金で労働者を調達できる。結果、非正規雇用が増える」と指摘している。田中秀臣は「不況は、同世代で正規雇用者と非正規雇用者との間に経済格差をもたらし、同時にバブル期までの売り手市場で就職した世代とそれ以降の世代の間に世代間の経済格差をもたらしている」と指摘している。
原田泰は「若年失業率は2002年にピークに下降したが、2002年を境に突然、若者の社会適応能力が上昇したり、実業無視の教育が改善したり、若者の自分探し思考が変化したということはありえない」と指摘している。原田泰は「1990年代の前半まで日本では若者の格差がなかったのに、1990年代末以降若者の格差が拡大するようになったのは、正社員になれた若者とフリーターのままの若者の所得格差が大きかったからである。正社員同士の格差より、正社員とフリーターの格差の方が大きいため、正社員になれない若者の比率が高まれば、所得格差は拡大する。若者が正社員とフリーターに分化した最も大きな理由は、1980年代は景気が良くて1990年代以降は景気が悪かったからである。景気が良ければより高い比率で若者が正社員になれるが、景気が悪ければより低い比率の若者しか正社員になれなくなり、若年失業者も増える」と指摘している。
太田清は論文「フリーターの増加と労働所得格差の拡大」（2005年）で、1997-2002年にすべての年齢層でジニ係数が大きくなっているが、特に20代と30代の若年層で所得格差の拡大が見られることを明らかにしている。また太田は、2003年以降は若年層の所得格差の拡大が止まっていることを指摘している。
デフレーションが格差の原因だとする意見がある。
経済学者の飯田泰之は「1990年代末、不況が深刻化する第一段階では、新卒求人の縮小という形で人員の絞込みが行われ、格差の問題を生んだ。雇用・格差の問題を考える際には、マクロ経済の悪化・デフレーションの影響に注目する必要がある」と指摘している。経済学者の野口旭、田中秀臣は「日本的雇用システムが維持できなくなった原因は、非効率性ではなくデフレによる実質賃金の上昇である」と指摘している。

#### 日本の資産相続
資産相続が格差の原因だとする意見がある。
トマ・ピケティは日本の格差について「日本は1950年から1980年にかけて目覚ましい経済成長を遂げたが、今（2014年）の成長率は低く、人口は減少している。成長率が低い国は、経済全体のパイが拡大しないため、相続で得た資産が大きな意味を持つ。資産相続とは縁がなく、働くことで収入を得て生活する一般の人たちは、賃金が上がりづらいことから富を手にすることが難しくなっている。その結果、格差が拡大しやすい」と指摘している。

#### 日本の税制の変化
日本で貧富の差が広がった理由について、飯田泰之は「富裕層に減税して貧困層に増税したからである」と指摘している。

#### 日本の家庭の変化
家庭の稼ぎ手は夫のため、年功序列制度によって将来の収入増の見通しを立てるとともに、夫が亡くなった場合は遺族年金などによって収入をカバーしていた。
山田昌弘は、家庭のあり方が変わったことも指摘する。大家族で、夫が外で働き、妻は専業主婦として家事をこなすというモデルが主流であった頃は、次のような対策を取ることによって社会リスクを回避し、格差を顕在化させなかった。老化し働けなくなった場合は、子供に養ってもらうことによって生活することを前提としていた。だが、この家庭モデルは核家族化、さらには離婚増加によるひとり親家庭の増加によって崩れていく。さらに「社会リスクを回避するためのもの」だった家庭は、社会の変化によって逆に「社会リスクを増幅し、格差を生産するためのもの」へとその役割を変えていった。

#### 日本の高齢化
高齢化が格差の原因だとする意見がある。
経済学者の高橋洋一は「日本の格差は、アングロサクソンの国に比べればそれほどではなく、高齢化で説明できる程度である」と指摘している。
三和総合研究所は、老人になると、収入が増える機会が激減する一方で、健康を害するなどリスクが高まる。さらに「子供がいる・いない」「家がある・無い」「蓄えがある・無い」といった状況の違いが人によってあるため、格差が生じやすくなる。ただし、高齢者の所得・貯蓄水準は様々であり一括りにすることは現実的ではないとしている。
原田泰は「格差拡大は高齢化に伴う現象であり、高齢化の影響を調整してみると、格差は広がっていないというのが多くの経済学者の分析結果である。1990年代後半以降、若年層の所得格差が拡大したのは、正社員になれた若者とフリーターの若者の所得格差が大きかったからである。正社員同士の格差より、正社員・フリーターの格差の方が大きいため、正社員になれない若者の比率が高まれば、所得格差は拡大する。そうなった最も大きな理由は、1990年代は景気が悪かったからである」と指摘している。
大竹文雄は「日本が格差社会であることを否定しない。日本の所得格差拡大の要因は高齢化である。現在の所得だけで格差社会を議論してもあまり意味がなく、資産・将来の所得を含めた生涯所得の格差こそ大事で、その生涯所得の格差拡大は既に観察されている。現在（2008年）が格差社会であるというのなら1970年代・1980年代の日本も格差社会だったのであり、『一億総中流』こそ幻想だったということである。日本の所得格差が低く見えたのは、まだ所得に差がない若者の人口比率が高かったことが原因である」と指摘している。大竹文雄は「人々の努力水準を把握することは、最も難しいことの一つである。人によって生まれもっての素質が違うため、同じ成果を得るために必要とされる努力水準は、大きく異なる」と指摘している。
ジニ係数の上昇は高齢化が原因だとする意見がある。
三菱総合研究所政策・経済研究センターは「日本でジニ係数が上昇している大きな要因は高齢化の進行にある。一般に若年世代の収入格差は小さく、年齢を重ねるにつれ格差が広がっていく。人口全体の高齢化が進めば格差も拡大していく」と指摘している。
経済学者の伊藤修は「ジニ係数などの数字による格差の大きさが同義的に問題なのではなく、必要最低限の生活ができていない貧困層が実在している実態こそが問題なのである」と指摘している。

#### 日本の格差是正に関する提言
格差の解消について、経済学では「市場競争によって効率性を高め、貧困問題はセーフティーネットによる所得再配分で解決することが望ましいとされている。
大竹文雄は、市場競争で格差が発生した場合、政府による社会保障を通じた再配分政策、低所得者に技能を身につけさせ、高い所得を得られるための教育・訓練の拡充、の2つの対策があるとしている。大竹文雄は「規制を強化すると、規制の枠内の人の中での格差は縮小するが、規制の枠外の人たちとの格差は拡大する。規制の枠内に入れるかどうかで、運・不運の要素が大きくなる」と指摘している。
原田泰、大和総研は「必要なのは、セーフティーネットを拡充することで、無理やり格差を是正することではない 」と指摘している。
若田部昌澄は「格差の是正をいかに行うべきか。税制だけでなく、教育・立法による機会の不平等格差の是正も重要である」と指摘している。
均等待遇
社会政治学者のマルガリータ・エステベス・アベは、日本では年功序列、終身雇用の慣行に代表される正社員の雇用保護が強く、均等待遇の実現を難しくしていると指摘している。
機会の平等
機会の平等が格差是正につながるとする意見がある。
竹中平蔵は「格差そのものがダメなのではなく、格差が固定されることがダメなのである。格差が固定されている社会は、非常に閉塞感がある。日本の社会は、意外に格差が固定されている。親の所得格差によって、金持ちが再生産されるシステムが日本にはある。所得格差があっても、自分も高所得者になれるというチャンスがある社会は、夢のある社会であり、悪い社会ではない」と指摘している。竹中は「重要なのは、競争を否定することではなく、誰もが平等に競争に向かっていける環境を整えることである」と指摘している。竹中は「本来重要なのは、生涯所得の比較である」と指摘している。
池田信夫は、雇用規制の緩和を主張し「労働市場が柔軟になれば、新卒で就職できなかった人が一生を台無しにするような絶対的な格差がなくなる。問題は結果の平等ではなく機会の平等である」と指摘している。
教育支援
格差是正のため「教育の拡充」「技術革新により賃金の低下を余儀なくされた低技能労働者の再訓練」を提言する意見もある。
原田泰は「ただ高所得者層に増税するよりも、低所得者層に対し子供を塾に通わせるための補助金を配るなどの政策を実行するほうが、日本では有効な格差対策になる」と指摘している。
再分配政策
再分配政策が格差是正につながるとする意見がある。
大竹文雄は「多くの経済学者は、市場競争で得た豊かさ・成果を分配することで格差に対処すべきだと考えている」と指摘している。
池田信夫は「格差を単なる所得の差と考える限り、解決は簡単であり、高所得者に課税し低所得者に分配すればよい。ただし増税について国民の合意を得ることは困難である」と指摘している。
注意点もある。
飯田泰之は「日本の再配分政策は、貧者から金を取って富者に与えているという側面がある。日本の再配分の仕組みは、都市部の20-50代から税金を集め、60歳以上を養う仕組みとなっている。20-30代は貧しい状態にある」と指摘している。原田泰は「日本の社会保障政策には、格差を縮小していないという問題がある。日本の社会保障政策は、貧困層に重い負担と低い給付、非貧困層に軽い負担と手厚い給付を行っている。これは、貧しくない高齢層に、多額の年金が給付されているからである」と指摘している。
飯田泰之は「20代の貧困率は、税金を取る前よりもそれを再配分した後のほうが高いというデータもあり、やらないほうがましとなっている。一方で高齢者間への再配分はうまくいっている」と指摘している。
原田泰は「経済成長への貢献と所得は比例しない場合が多い。ただし、既存の富は不公正であるため、略奪するべきだとする考えは、社会を災厄に巻き込む」と指摘している。原田泰は「明治の日本人は、富は自ら創造するものと認識していた一方で、昭和初期の日本人は富は略奪だと認識した。こういった認識が戦争を招いた。また、戦前の昭和でも石橋湛山のように、富を略奪とする認識を否定した日本人もいた。戦後の繁栄・平和・自由は、戦前昭和を否定し富は創造できると認識したことから始まったことを忘れてはならない」と指摘している。
マクロ経済政策による景気回復
マクロ経済政策による景気回復が格差是正につながるとする意見がある。
三橋貴明は「実際問題、日本の所得の問題は貧困率・格差拡大ではなく、名目GDPが成長していないことであり、人々の所得水準が上昇していないことにある」と指摘している。経済学者のゲイリー・ベッカーは「日本の経済格差の原因は不況であり、景気回復が続けば問題の大半は解消される」と指摘している。
原田泰は、格差縮小には経済成長を続けることが重要であると提言している。原田泰は「デフレ脱却は、日本では格差拡大の対策になる」と指摘している。
経済学者の岩田規久男は「再配分前所得の格差を拡大させる最大の要因は、完全雇用が達成できない低成長が続くことにある」と指摘している。岩田規久男は「長期的には、金融政策によるマクロ経済の安定化を伴った経済改革は、成長率を引き上げ、格差の拡大を抑制できる」と指摘している。
田中秀臣は「若年層の所得格差の拡大には、フリーターの増加が大きく関係しており、景気回復が最も効果的である」と指摘している。田中秀臣は「若年層の世代間格差は1997年以降に拡大していったが、2003年以降景気回復によって若年層の所得低下は歯止めがかかっている」と指摘している。田中秀臣は、フリーターの数は2002年は208万人であったが、2007年には181万人までに低下していると述べている。

## 世界的傾向
|    | 指標                                         | |
| -- | -------------------------------------------- | --- |
| 1a | 貧困率                                       | 再分配後世帯等価所得が中央値の60%以下の世帯に属する人数の割合 |
| 1b | 貧困ギャップの相対的中央値                   | 貧困線以下の所得の者の中央値と貧困線の差異 |
| 1c | 貧困の継続                                   | 過去3年のうち少なくとも2年において、世帯等価所得が中央値の60%以下の世帯に属する人数                                                                                             |
| 2  | 所得分配率                                   | 所得五分位階級で最下層に対する最上層の所得の比率 |
| 3  | 健康寿命                                     | 0歳、45歳、65歳の者が健康な状態で生活することが期待される年数 |
| 4  | 低学歴率                                     | 18-24歳の者のうち、セカンドエデュケーション以下で、最近4週間以内に教育・訓練をうけていない者の割合                                                                              |
| 5  | 1人も就労者のいない世帯に属する人数          | 1人も就労者のいない世帯に住む 0-59 歳の割合 |
| 6  | 公的社会支出の見積もり                       | GDP に占める全公的社会支出（年金、医療・介護、教育、失業者）の年齢ごとの見積もり（現在のレベル、見積もられる変化）                                                              |
| 7a | 高齢者所得の相対的中央                       | 65歳以上の所得の中央値を 65歳未満の所得の中央値で割った率 |
| 7b | 総合代替率                                   | 50-59歳までの個人の労働収入の中央値と比較した年金以外の公的扶助を除いた65-74歳までの個人の年金収入の中央値                                                                      |
| 8  | 医療における自己申告の対処されていない必要性 | 所得5分位階級ごとの、金銭的問題、待ち時間の問題、距離の問題を理由とした、医療における自己申告の対処されていない必要性。最近 12 カ月の間の一般医や専門医への訪問数とともに分析。 |
| 9  | 時期を固定した貧困リスク                     | インフレを調整した、2004年の収入から積算した貧困線以下の収入の者の割合 |
| 10 | 中高年の雇用率                               | 55-59歳及び60-64歳の年代に占める被用者の割合 |
| 11 | 労働者の貧困リスク                           | 被用者に分類され、貧困リスクがある者 |
| 12 | 雇用率                                       | 15-64歳までの被用者と失業者の割合 |
| 13 | 地域結束度                                   | 加重国家平均による地域の就職率の標準偏差 |
| 14 | 一人当たり総医療支出                         | 一人当たり総医療支出 |

### 貧困の悪循環
貧困は、物質的な面だけでなく、精神的にも負担の大きい悪のスパイラルに陥っている。専門家は、貧困層の子どもたちは、核となる自尊心が低く、その結果、自分の能力を信じることができず、チームで仕事をすると不利になると考えてチームに参加したがらず、それが中高年になったときに他の人より貧しくなる傾向があると分析している。
トマ・ピケティは「ヨーロッパや日本では今（2014年）、20世紀初頭と同じレベルにまで格差が広がっている。格差のレベルは、第一次世界大戦より以前の水準まで逆戻りしている」と指摘している。ピケティは、資本主義では、資本収益率が所得成長率より高いのが常であり、先進国でも格差は拡大するとしている。ピケティは「資本主義を否定しているわけではなく、格差自体が問題だと言うつもりはない。経済成長のためには、ある程度の格差は必要であるが、限度がある。格差が行きすぎると、共同体が維持できず、社会が成り立たなくなるおそれがある。どの段階から行きすぎた格差かは、決まった数式があるわけではない」と指摘している。

### 格差の要因
格差拡大の主因として、国際通貨基金 (IMF) は「技術革新」と「金融のグローバル化」を指摘している。また『ニューズウィーク日本語版』2007年12月5日号では「経済学の通説では、格差の拡大はグローバル化と自由貿易の避けがたい副産物であるとされている」と紹介されている。
ノーベル経済学賞受賞者のジョセフ・E・スティグリッツは「格差はグローバリゼーション、労働・資本・モノ・サービスの移動、スキルや高学歴の従業員の優遇、技術変化の副産物だというものは真実ではない」と指摘する一方で「グローバル化による不均衡は、世界中に被害をもたらした。国境を越え移動する資本は、労働者に賃金の譲歩、政府に法人税の減税を要求した。その結果、底辺への競争が起き、賃金・労働条件が脅かされるようになった」と指摘している。
トマ・ピケティは、富裕層の資産が増えるスピードが一般の人の賃金などが増えるスピードを上回っていることが問題の根源だとしており、勤労よりも相続・結婚などのほうが資産を蓄積できる構造になっているとしている。ピケティは、資産を持つ者がさらに資産を蓄積していく傾向にあり、格差は世襲を通じて拡大すると結論づけている。
大阪大学社会経済研究所教授大竹文雄の『賃金格差拡大に耐えられる社会に』の中では、次のように著述されている。

#### 貧困の文化
1960年代以降のアメリカでは「貧困の文化」（Culture of poverty）という概念が提示され、格差の再生産・固定化に強く関与していると言われている。この概念は人類学者オスカー・ルイスの著書『貧困の文化-メキシコの“五つの家族”』からその名を取る。「貧困の文化」とは、貧困者が貧困生活を次の世代に受け継ぐような生活習慣や世界観を伝承しているサブカルチャーであり、このサイクルを打破することが格差社会を解決するために不可欠だ、という考え方である。民主党のモニハン上院議員のレポートなどに採用され、アメリカの対貧困政策に影響を与えている。
しかし貧困の文化の概念には、人類学者や社会学者などから数多くの批判がなされており、しかも現実のデータと合っていないという指摘もある。またこの概念は本来発展途上国を対象としたものであるという制約がある。

### 統計
国際通貨基金の報告書『World Economic Outlook Oct.2007』では、過去20年間の傾向として、ほとんどの国や地域で所得の国内格差が拡大しているとしている。
国際的社会疫学調査などによると、一般に社会的格差が大きい国ほど国民の平均寿命は短く、その中でも貧しい層の寿命が短い。これは先進国より、貧しくとも平等な国における平均寿命が長いケースがあることから、絶対的経済力ではなく、社会格差が健康に影響を及ぼしている可能性が指摘されている。

### 格差の是正
国際通貨基金 (IMF) の報告書『World Economic Outlook Oct.2007』（世界経済概要、2007年10月版）では、格差是正の手段として、職業教育・訓練機会の増加を挙げており、これらによって高技能者を増やし、所得水準の底上げ、格差の縮小を目指すとしている。
経済学者のスティーヴン・ランズバーグは「幸福と所得が同等であれば、全員が中程度の所得の国の方が、一部が豊かで一部が貧しい国よりも優れていることになる。同時に最底辺の人々にも生活水準以上の福利が保証されている場合なら不平等も認められる。所得格差が大きくても最貧困者が十分に食べていける社会の方が、全員が等しく飢えている社会よりも望ましい」と指摘している。

### 過去の格差社会
- 貴族、平民、奴隷（西欧諸国および米国）
- WASP（米国）
- 農奴（ロシア帝国）
- 党官僚（ソ連、中国など）
- アパルトヘイト（南アフリカ共和国）

### アメリカ合衆国

アメリカ合衆国における1%の富裕層の収入比率

「アメリカンドリーム」という言葉があるアメリカだが、特にレーガノミクス以降格差の拡大・固定化が危惧されている。例えば、ニューヨーク市の上位層と下位層の格差（上2割と下2割の所得の比率）は、40倍となっており、この中には黒人層の失業率が高いなど、人種問題も影を落としているとされる。2011年10月には、「たった1パーセントの富裕層が残りの99パーセントを搾取している」と叫ぶ人々による抗議行動「ウォール街を占拠せよ」が展開された。
政治経済学者のアルベルト・アレジーナらの研究によれば、ヨーロッパとアメリカの格差に対する意識の違いについて、ヨーロッパでは不平等感が高まると人々は幸福感が低下するのに対して、アメリカでは不平等感が高まっても幸福感に影響を受けないとしている。アメリカでは所得階層間の移動率が高いため、現在貧しいことは必ずしも将来の貧しさを意味しないのが、ヨーロッパでは所得階層間の移動率が低いため、所得の不平等感が深刻な問題だと考えられているとしている。
フリードリヒ・ハイエクは、自由の伝統を持つアメリカで、「社会保障制度」「累進課税」など「結果の平等」を目指した政策が導入された結果、自由への脅威が生まれたと考えていた。
中野剛志は、2011年現在のアメリカは貧富の格差が拡大し、中間層が失われており、オバマ政権も中間層の再生に失敗したとしており、アメリカが対外的に稼げそうな分野は、農業のような一次産業か、金融・保険・ソフトウェアのような三次産業であるが、農業は大規模効率化しており、金融・保険・ソフトウェアの分野で稼ぐことができるのは高学歴のエリート層だけであり、雇用の拡大や所得格差の是正には程遠いとしている。さらに、格差是正には権力と地位を支配している富裕層が既得権益を諦めて所得の再分配に同意する必要があることや、アメリカはイデオロギー的に貧富の格差には寛容な国民であること、自助努力を求める建国以来の精神などが障害となっており、アメリカはさらなる金融化・帝国化を進め、グローバル・インバランスをさらに拡大させていくというプロセスに入っていかざるを得ないとしている。

### アメリカの格差の要因
アメリカの格差の要因について様々な意見がある。
政治学者のジェイコブ・ハッカーとポール・ピアソンはその著書『Winner-Take-All Politics（勝者がすべてを得る政治）』で、アメリカの不平等拡大は経済構造の変化でなく、政治の変質によるものだと分析した。
ジョセフ・E・スティグリッツは「先進経済諸国の中で、アメリカは壊滅的なマクロ経済の結果、所得と機会における格差が最悪である。アメリカのGDPはこの40年間で4倍以上となり、この25年間で倍増しているが、利益はトップに集中している。アメリカ人の間での格差は、富裕層への減税と金融機関への規制緩和に伴い、30年前から拡大しはじめた。インフラ、教育、健康保険制度、さらに社会的セーフティーネットへの投資を減らすにつれ格差は著しくなった。拡大する格差は、アメリカの政治制度・民主的な国家統治が蝕まれることでますます強化されている」「先進工業国の中でアメリカがもっとも格差がひどいのは、規制緩和という政策のせいであり、規制緩和のせいで、不安定性、非効率性、不平等性がアメリカにもたらされた」と指摘している。
ノーベル経済学賞受賞者のポール・クルーグマンは、格差の拡大は主に「市場原理主義」が原因だとしている。クルーグマンによれば、「研究者の間では、技術革新ではなくて、結局アメリカ政治が右にシフトしたことで、平等を促進してきた規制や制度が損なわれ、そのことが不平等と格差を拡大するうえで決定的な役割を果たしてきたと理解されるようになった」としている。また、格差の拡大は「グローバリゼーションが主要な要素ではない」「グローバリゼーションが引き起こした格差は、広い格差問題のほんの一部」と指摘している。
週刊東洋経済は、アメリカでの格差拡大の原因として以下を挙げている。
- グローバリゼーション - 世界中を対象に雇用のアウトソーシングが行われるため、アメリカ国内の中流下層の賃金水準が「世界の安い額」に合わせて引き下げられてきた[118]。
- 小さな政府 - 規制緩和、富裕層の減税による競争原理の拡大[118]。
- 株価至上主義 - 株価を上げることを第一の目的とし、レイオフをいとわない[118]。
- 退職者の再雇用 - 若年層の就職機会を奪っている[118]。
- 医療費負担 - 個人の破産のうち、半数以上の原因は医療費負担で、カードローンによる破産より多い[118]。2010年時点でアメリカには、全国民に加入義務が課されている医療保険制度が先進国で唯一存在しない[118]。
- 個人主義の浸透 - 個人主義の考え方が浸透しているため「成功も失敗も個人の努力」と考える[118]。

1980年代のアメリカで貧富の格差が拡大したとされる統計データ、「富裕層がより豊かになり、貧困層はそのままであった」という見解について、スティーヴン・ランズバーグは、
1. 1980年代のアメリカでは所得税率の大幅な引き下げが実施された。税率が下がると、人は所得隠しに熱心でなくなる。それだけで富裕層の所得が上昇したかのように見える。低所得者層は、税率が低く賃金など捕捉されやすい収入が主な所得源であるため、所得の100%を申告する。よって、低所得者層の所得に変化はない。一方で高所得者は所得隠しの動機・機会も多いが税率が下がれば、所得隠しをしなくなる。結果、高所得者層の所得が増え格差が広がったように見える
2. 家庭崩壊が貧困の拡大があったかのような統計的錯覚を生んだ。家族が離散すると中産階級世帯が1つなくなり、そのかわり低所得者層が2つ生まれる
3. 年間所得の格差は必ずしも生涯所得格差の拡大を意味しない

と反論している。

### フランス
フランスは、2007年時点では経済は好調なものの、雇用格差が大きく若年層や移民の失業率が高いため、2005年パリ郊外暴動事件が起こるなど社会問題となっている。
フランスは労働者を手厚く保護しているが、これが雇用格差を生み出しているとされている。
- 解雇の制限による就業機会の減少 - 上述したとおり、労働者が労働法によって手厚く守られているため、経営者は解雇がしづらい。解雇が困難なため、経営者は景気等に対応して雇用調整を行うことが簡単にはできない。その結果、新規雇用のリスクが高くなってしまっている[118]。
- 最低賃金の高さによる就業機会の減少 - フランスの最低賃金は、欧州でも高い水準となっている。そのため、技能水準が低く、経験が少ない若年層を雇いづらくなる[118]。仮に自社には不適切な者を雇ってしまったとしても、解雇しづらく、高い賃金を支払わなければならない状況では、経営者は雇用に対して慎重になる。フランスの雇用政策は、「現在の雇用を守る代わりに、新たな雇用の機会を奪う」形となってしまっており、これが雇用格差を生み出しているという[118]。

ワークシェアリングとして導入された「週35時間労働」も、雇用拡大に役立たず、経済成長を鈍化させているとして批判されている。その対策として、若者を対象にレイオフ可能な体制をとることで若者を雇いやすくすることが必要と考えられたが、この考えに基づいて政府が推進したCPE（初期雇用契約）法改正は、当の若者の反発を受けて頓挫した。

### 韓国
アジア通貨危機以降慢性的に不況・雇用不足が続いている上、伝統的な男女格差・地域対立・学歴崇拝が存在しそれが大きな社会格差を生み出している。但し韓国の場合大学進学率は9割を超え、格差は学歴間というよりは学校間が主たる問題となりつつある。
韓国における原因
- 全羅南道などに教育の地域格差が存在する[129]。
- 男女間における教育格差、賃金格差が依然として存在する。
- 特に学歴による格差が大きく、大卒者の賃金は高卒者の1.5倍程度となっている。

2010年代においても格差は解消されておらず、若年層においては低所得世帯の出身者を意味する「泥スプーン」組、裕福な家庭の子息を示す「金スプーン」組という言葉が用いられ、泥スプーンから脱出する困難さが話題となる。

### 中華人民共和国
鄧小平時代に改革開放が進められ、国家資本主義経済が導入された。沿岸部、特に歴史的に早くから開かれていた上海や、改革開放当初に経済特区とされた14沿海都市などでは裕福層が多い。一方で内陸部、特に各自治区では非常に貧しく、民工とよばれる出稼ぎ労働者への賃金格差や、人身売買もされる黒孩子などの社会問題が発生している。
1989年の天安門事件は、沿岸部の経済特区と内陸部の農村地帯の激しい所得格差を背景として起きた。
2010年時点では、上海・北京・広州などの大都市・沿海部の4億人の地域と、内陸農村部の9億人の地域で経済格差が存在する。上海などの主要都市部と内陸農村部の賃金格差は、10倍以上あるとされている（2009年時点）。2010年時点の栄養不足人口は1億人以上となっている。
中華人民共和国における原因
- 中国共産党独裁体制下における政治の腐敗・利権の横行
- 独特の戸籍制度による住居地の移動制限
- 故郷から大都市へ移動する流民化した労働者の増加
- 漢民族と少数民族との軋轢
- 一族で困窮者を援助する習慣の衰退

### インド
インドにはカースト制度の伝統が残っており、先進産業に従事する者以外の人口の3分の2は低所得者という格差社会である。女性の識字率は58%とされている。